# HP-55
La HP-55 est une calculatrice scientifique de la lignée des 35-45, développée spécialement pour la conversion entre les unités de mesure US (miles, pounds, etc.) et le système métrique international.
Peu utilisée en Europe, et chère de surcroît.
Elle a la particularité d'avoir un chronomètre intégré, avec possibilité de retenir dix temps intermédiaires et de les utiliser dans des calculs.